# San Fernando Buenos Aires
Club San Fernando – argentyński klub piłkarski z siedzibą w mieście San Fernando leżącym w obrębie zespołu miejskiego Buenos Aires.

## Historia
W 1905 roku kilku członków klubu Club Tiro Federal Argentino założyło klub Club Atlético San Fernando. W 1921 roku klub uzyskał awans do pierwszej ligi mistrzostw organizowanych przez federację Asociación Argentina de Football. W pierwszoligowym debiucie w 1922 roku San Fernando zajął 15 miejsce.
W 1923 roku klub połączył się z klubem Club Social Unión i zmienił nazwę na Club San Fernando. W lidze San Fernando zajął 17 miejsce. W 1924 było znacznie lepsze 10 miejsce, ale w 1925 21 miejsce. W 1926 roku klub zajął 9 miejsce. W 1927 roku konkurencyjne federacje piłkarskie połączyły się, a San Fernando zakwalifikował się do nowej, połączonej pierwszej ligi, zajmując 16 miejsce. Następne lata nie były lepsze - w 1928 17 miejsce, w 1929 7 miejsce w grupie A, czyli łącznie 13-14 miejsce, a w 1930 19 miejsce.
W 1931 roku powstała liga zawodowa organizowana przez federację Liga Argentina de Football. Klub San Fernando pozostał w lidze amatorskiej, którą organizowała uznawana przez FIFA federacja Asociación Argentina de Football. Klub zajął ostatnie, 16. miejsce i spadł z pierwszej ligi. San Fernando nigdy już nie powrócił do najwyższej ligi Argentyny.
W ciągu 10 sezonów spędzonych w pierwszej lidze San Fernando rozegrał 240 meczów, z których 74 wygrał, 57 zremisował i 109 przegrał, uzyskując 205 punktów. Klub zdobył 314 bramek i stracił 390 bramek.